# کارلا گراوینا
کارلا گراوینا (ایتالیایی: Carla Gravina؛ زادهٔ ۵ اوت ۱۹۴۱) یک هنرپیشه اهل ایتالیا است.
از فیلم‌ها یا برنامه‌های تلویزیونی که وی در آن نقش داشته‌است می‌توان به تراس، آدم‌های ناشناس، پنج زن بدنام، عشق اول اشاره کرد.